# Caio Paulista
Caio Fernando de Oliveira, meglio noto come Caio Paulista (San Paolo, 11 maggio 1998), è un calciatore brasiliano, centrocampista dell'Atlético Mineiro in prestito dal Palmeiras.

## Caratteristiche tecniche
È un trequartista.

## Carriera
Cresciuto nel settore giovanile dell'Avaí, ha esordito il 9 marzo 2018 in occasione del match del Campionato Catarinense perso 1-0 contro l'Hercílio Luz.

## Statistiche

### Presenze e reti nei club
Statistiche aggiornate al 6 novembre 2018.
| Stagione        | Squadra         | Campionato      | Campionato | Campionato | Coppe nazionali | Coppe nazionali | Coppe nazionali | Coppe continentali | Coppe continentali | Coppe continentali | Altre coppe | Altre coppe | Altre coppe | Totale | Totale | Totale |
| Stagione        | Squadra         | Comp            | Pres       | Reti       | Comp            | Pres            | Reti            | Comp               | Pres               | Reti               | Comp        | Pres        | Reti        | Pres   | Reti   |        |
| --------------- | --------------- | --------------- | ---------- | ---------- | --------------- | --------------- | --------------- | ------------------ | ------------------ | ------------------ | ----------- | ----------- | ----------- | ------ | ------ | ------ |
| 2018            | Avaí            | PD/SC+A         | 2+0        | 0          | CB              | 0               | 0               |                    | -                  | -                  |             | -           | -           | 2      | 0      |        |
| 2019            | Avaí            | PD/SC+B         | 8+7        | 0          | CB              | 1               | 0               |                    | -                  | -                  |             | -           | -           | 16     | 0      |        |
| Totale carriera | Totale carriera | Totale carriera | 17         | 0          |                 | 1               | 0               |                    | -                  | -                  |             | 1           | 0           | 18     | 0      |        |

## Palmarès

### Competizioni statali
- Campionato Catarinense: 1

Avaí: 2019
- Campionato paulista: 1

Palmeiras: 2024
- Campionato mineiro: 1

Atlético Mineiro: 2025

### Competizioni nazionali
- Coppa del Brasile: 1

San Paolo: 2023